# Frans De Gelas
 Frans De Gelas (Sint-Genesius-Rode, 10 juli 1928 - Jette, 19 november 2004) was een Belgisch voetballer. Hij was voornamelijk gekend als aanvallend middenvelder bij RSC Anderlecht. Hij overleed op 76-jarige leeftijd aan een hersentumor.

## Carrière
Frans was de zoon van Pierre De Gelas (1896-1970), die in 1925 Belgisch kampioen op de piste werd. Hij speelde van 1947 tot 1958 bij RSC Anderlecht. In deze periode speelde hij 232 wedstrijden en scoorde 28 doelpunten en werd hij zesmaal kampioen. Hij kwam ook vier keer voor het Belgisch voetbalelftal uit. De Gelas speelde verder voor RRC Tournai en Harelbeke.
Na het voetbal dreef hij een slagerij, die hij tot begin jaren negentig mee draaiende hield.